# Gare de Limerlé
La gare de Limerlé est une ancienne gare ferroviaire belge de la ligne 163, située à Limerlé section de la commune de Gouvy, dans la province de Luxembourg en région wallonne.

## Situation ferroviaire
La gare de Limerlé est située au point kilométrique (PK) 52,50 de la ligne 163, de Libramont à Gouvy et Saint-Vith entre le point d'arrêt d'Ourt et la gare de Wideumont.

## Histoire
La halte de Limerlé est mise en service le 20 février 1884 par les Chemins de fer de l'État belge sur le chemin de fer de Bastogne à Gouvy. Elle constituera le terminus provisoire de la ligne jusqu'à l'ouverture à l'exploitation de la section de Limerlé à Gouvy le 26 octobre 1885. Halte administrée depuis Tavigny, elle est gérée par la gare de Bourcy
Au début du XXe siècle se pose la question de l'allongement des voies de garage de la ligne, encore à simple voie, pour y faire circuler des trains de marchandises de fort tonnage. La ligne sera mise à deux voies par les Allemands vers 1915 mais la seconde voie sera déposée en 1936. Deux photographies de la gare durant le XXe siècle montrent la gare disposant de deux voies avec une voie de garage dotée d'un heurtoir sur la gauche. La voie de droite a plus tard disparu, de même que le quai opposé au bâtiment de la gare.
Lors de la Bataille des Ardennes, la gare et le quartier avoisinants sont partiellement détruits.
La SNCB ferme la section de Bastogne à Gouvy aux voyageurs le 3 juin 1984. La desserte marchandises de la gare de Limerlé avait déjà pris fin et la section de Bourcy à Gouvy ferme le 5 décembre 1986.

## Patrimoine ferroviaire

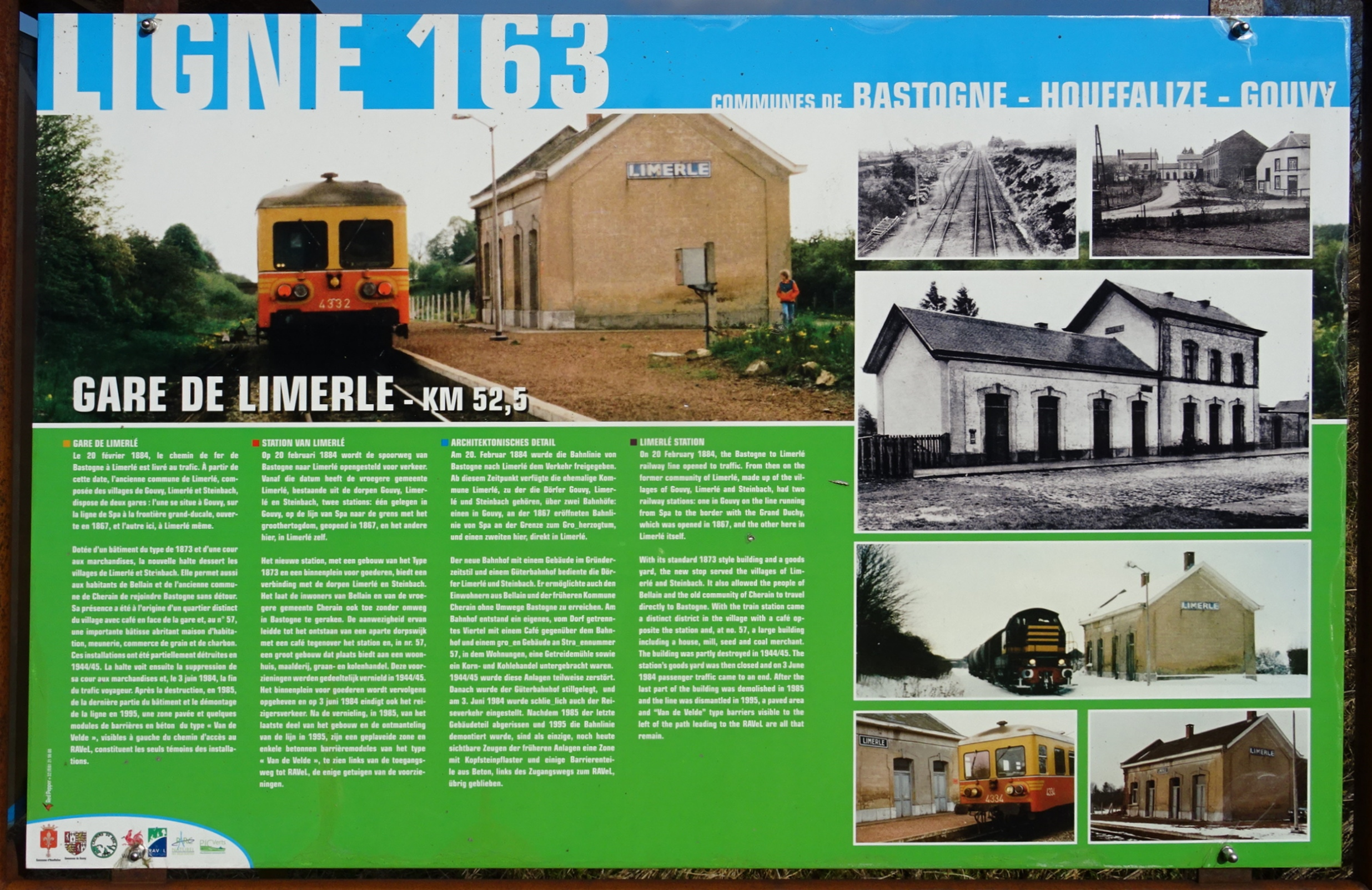
Panneau évoquant l'histoire de la gare.

Plus rien ne subsiste des voies, des installations et du bâtiment des recettes, de plan type 1873 avec une aile de quatre travées. Un panneau illustré de photographies rappelle aux usagers du RAVeL l'existence de l'ancienne gare, dont la dernière partie du bâtiment a été démolie en 1985.